# Bee (bài hát của Lena Meyer-Landrut)
'"Bee" là ca khúc được thu âm bởi hai nữ ca sĩ người Đức, Lena Meyer-Landrut và Jennifer Braun, được sáng tác bởi nhạc sĩ người Mĩ gốc Do Thái Rosi Golan, ca sĩ - nhạc sĩ người Mĩ Mayaeni Strauss và nhạc sĩ người Na Uy Per Kristian Ottestad. Cả Jennifer Braun và Lena đều trình bày các phiên bản khác nhau của ca khúc, nhưng bản của Lena nổi trội hơn, giành được No.3 BXH đĩa đơn Đức, trong khi bản của Jennifer Braun chỉ đứng thứ 21.

## Thông tin
"Bee" được Lena trình bày trong đêm chung kết của Unser Star für Oslo. Tuy nhiên, khán giả đã chọn "Satellite" trở thành ca khúc Lena sẽ trình bày trong cuộc thi Eurovision Song Contest 2010, diễn ra tại Oslo, Na Uy. Phiên bản ca khúc "Bee" của Lena cũng xuất hiện dưới dạng kĩ thuật số vào ngày 13 tháng 3 năm 2010, và nằm trong đĩa đơn maxi Satellite của Lena. Ca khúc cũng lọt vào các BXH của Đức, Áo và Thuỵ Sĩ, lần lượt giành được No.3, No.26 và No.27.
Sau đó, ca khúc "Bee" được đưa vào album đầu tay của Lena My Cassette Player, phát hành ngày 07 tháng 5 năm 2010.

## Tracklist
| Kĩ thuật số | Kĩ thuật số | Kĩ thuật số                                        | Kĩ thuật số           | Kĩ thuật số |
| STT         | Nhan đề     | Sáng tác                                           | Sản xuất              | Thời lượng  |
| ----------- | ----------- | -------------------------------------------------- | --------------------- | ----------- |
| 1.          | "Bee"       | Rosi Golan, Per Kristian Ottestad, Mayaeni Strauss | Per Kristian Ottestad | 2:59        |

## Credit
- Hát chính – Lena Meyer-Landrut
- Sản xuất – Per Kristian "Boots" Ottestad
- Nhạc – Rosi Golan, Per Kristian "Boots" Ottestad, Mayaeni Strauss
- Lời – Rosi Golan, Per Kristian "Boots" Ottestad, Mayaeni Strauss
- Hãng đĩa: USFO, Universal Music Deutschland

## Bảng xếp hạng

### Bảng xếp hạng tuần
| Bảng xếp hạng (2010)                            | Vị trí cao nhất |
| ----------------------------------------------- | --------------- |
| Áo (Ö3 Austria Top 40)                          | 26              |
| Trường songid là BẮT BUỘC CHO BẢNG XẾP HẠNG ĐỨC | 3               |
| Thụy Sĩ (Schweizer Hitparade)                   | 27              |

### Bảng xếp hạng cuối năm
| Bảng xếp hạng (2010)       | Vị trí |
| -------------------------- | ------ |
| Đức (German Singles Chart) | 99     |